# Zadymka

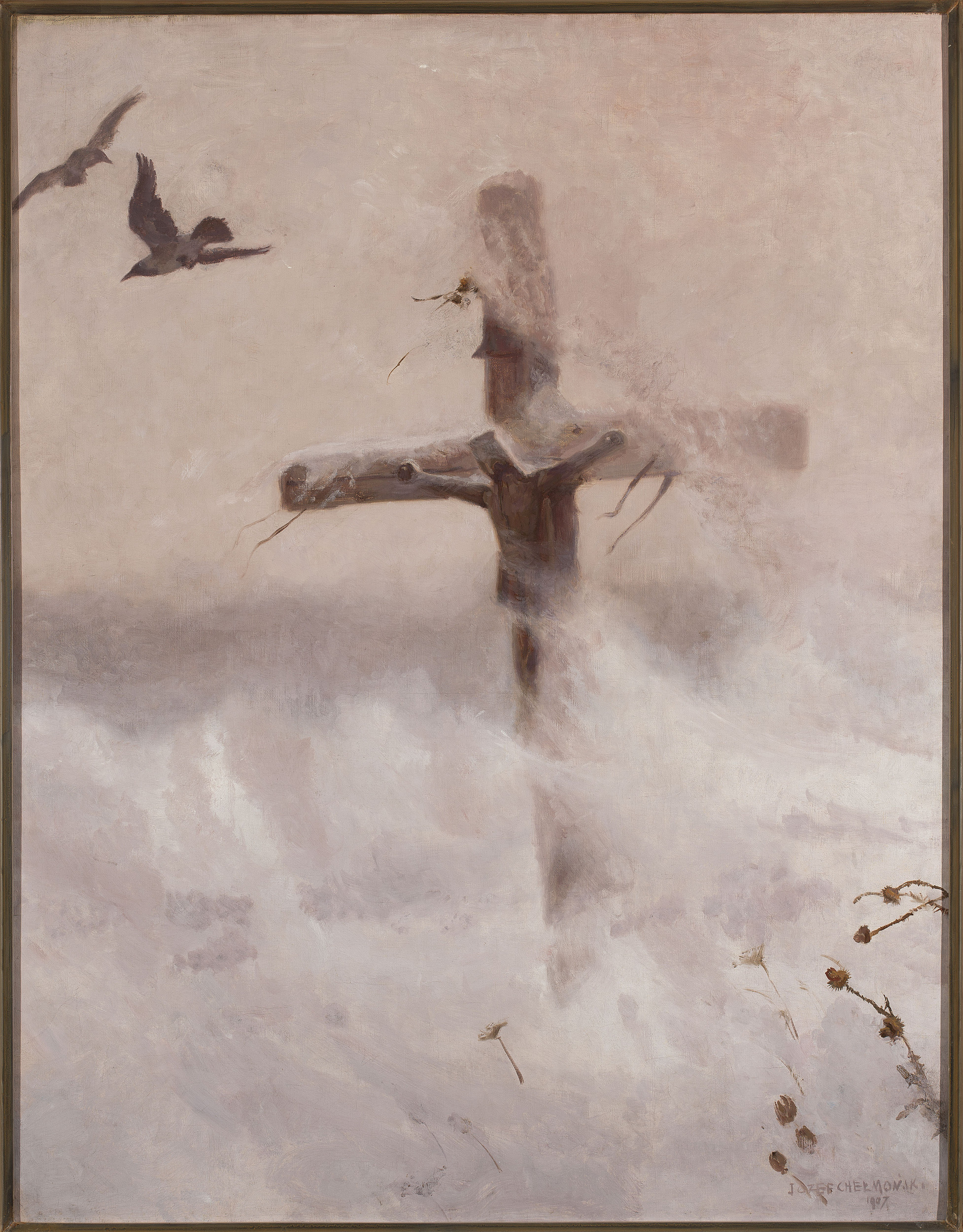
Józef Chełmoński – Krzyż w zadymce (1907)

Zadymka – śnieżyca połączona z silnym wiatrem. Nie powinna być mylona z zamiecią, w trakcie której nie pada śnieg, lecz wiatr unosi z ziemi wcześniej opadłe płatki śniegu.